# 孤星傳
《孤星傳》為古龍早期作品，為早期作品中的名作。1960年10月到1963年1月真善美出版，單行本之間常相隔半年。1973年11月至1974年10月香港《武俠春秋》連載，改名《歷劫江湖》；1974年2月南琪出版改名《風雲男兒》。

《孤星傳》，天地圖書出版社版本，1998年出版

## 故事大綱
六年前，江湖上突然出現一名蒙面人連殺了兩河十六家鏢局的十三位總鏢頭，直到河南"雄風鏢局"的總鏢頭歐陽平之在北京城外與蒙面人同歸於盡才結束這場風波。
六年後，十五歲的裴珏為了得到檀明的認同偷偷跑出飛龍鏢局闖蕩江湖，歷經一場劫難後遇到女扮男裝的冷月仙子，之後冷月仙子被引走，在客棧中被追蹤冷月仙子的千手書生點中聾啞重穴，孤身一人的他流浪江湖後得到孫氏父女的幫助，但在不久後又因暴露身上的《海天秘笈》而與孫氏父女分開，傷心的裴珏在鎮江結交吳鳴世，後在吳鳴世的謀算下成為江南綠林道的盟主，不願拜裴珏為盟主的向一啼出手偷襲裴珏，卻在誤打誤撞下解開他的聾啞重穴使他恢復聽覺和說話的能力，眾人於五月在江南浪莽山莊召開聯盟大會，裴珏與檀文琪再次相遇，期間冷谷雙木因緣際會下打通裴珏全身經脈，隨後裴珏接受金童玉女的教導學會武功，聯盟大會上冷谷雙木因殺害莫星對上裴珏，戰飛、向一啼、那飛虹、壇明等人對賭結局勝負，不料裴珏與冷谷雙木訂下三年之約，此後裴珏學習冷谷雙木的文武兩途和三教九流的技藝，四個月後裴珏與冷谷雙木途經黃山，在始信峰前的某處地洞發現千手書生蕭仲忍與其弟蕭伯賢同歸於盡，之後冷月仙子將畢生功力傳給裴珏後死去，裴珏為三名奇人收斂屍體後下山繼續踏上旅途，一年多的時日過去後江南同盟和飛龍鏢局越演越烈的矛盾突然爆發，檀明率人於伏牛山麓圍殺冷谷雙木被裴珏出手制止，檀明等人退去後戰飛帶來過大渠，點出裴珏檀明就是他的殺父仇人，江南同盟和飛龍鏢局的人手於冬季齊聚武漢三鎮，裴珏與青梅竹馬袁瀘珍重逢，向一鳴受那飛虹暗算身死，飛龍鏢局派往江南的'飛龍三傑'事敗身死，檀明為了局勢欲將檀文琪許配給'東方五傑'中的東方震，但檀文琪卻冷酷地拒絕了東方震，此時在吳鳴世的謀劃下，飛龍鏢局駐地被千百人包圍，檀明受到當年身死的十三位總鏢頭的遺孤聲討，隨後戰飛帶著過大渠指證檀明為當年的兇手，往日經營的正派形象毀於一旦，柳輝、龔清洋、邊少衍、羅義四人見風轉舵背叛檀明，危急關頭苗豹出手擊退眾人並在重傷羅義後對上戰飛，雙方交手不分勝負令戰飛覺察到自己的沒落與蒼老，就在裴珏欲與壇明決戰時突然一陣狂風長嘯令在場群豪陷入混亂，只有裴珏覺察到是金童玉女救走了檀明，事後戰飛退隱，被裴珏折服的那飛虹改邪歸正，柳輝、龔清洋、邊少衍三人被苗豹殺死，夜色中裴珏被金童玉女的傳音召喚，在三艘廢棄樓船排靠成的船屋中找到孫斌、孫錦平和檀明，孫斌和檀明竟是舊識，他們聊到當年的真相唏噓不已，最後中毒的檀明被歐陽仇暗算身死。

## 主要人物
- 裴珏：“槍劍雙絕”中鉤鐮槍裴揚的獨子。他的童年不曾有過家的溫暖，只反覆被告知自己很笨很無用。在童年陰影中，這顆孤星沒有放棄過對美好生活的憧憬和追求，為了能得到檀明的認同和檀文琪正大光明的在一起，他偷偷跑出飛龍鏢局，歷經許多苦難的磨礪後在冷月仙子、冷谷雙木、金童玉女的幫助下練成絕世武功，並在好友吳鳴世的謀劃下成為江南武林盟主，一步步揭開當年的秘辛。

## 次要人物
- 飛龍鏢局
- 檀明：“龍形八掌”檀明。河北京城"飛龍鏢局"總鏢頭，後死於歐陽仇之手。
- 檀文琪：“龍形八掌”檀明的獨生女兒，江湖人稱“龍女”，裴珏的紅顏知己。
- 袁滬珍：“斷魂鏢”袁一梁的後人，裴珏的紅顏知己。
- 馮奇峰：人稱“塞上飛煙”，飛龍鏢局得力標頭，兩河武林中數一數二的輕功高手。
- 龔清洋：人稱“快馬神刀”，飛龍鏢局標頭，遭千手書生奪去右掌，受柳輝唆使背叛壇明，遭苗豹殺害。
- 柳輝：人稱“八卦掌”，飛龍鏢局標頭，後見勢不妙背叛壇明，遭苗豹殺害。
- 羅義：人稱“攝魂刀”，兩河刀法名家，武林一流高手，擅使"七十二路攝魂奪命刀"，受柳輝唆使背叛壇明
- 邊少衍：人稱“長虹劍”，飛龍鏢局的首座鏢頭，武林一流高手，受柳輝唆使背叛壇明，遭苗豹殺害
- 苗豹：苗人，“龍形八掌”檀明門下最忠誠實力最強的人物，身手高超，擅使銀鞭和飛刀。
- 賈斌：人稱“黑驢追風”，長年坐鎮飛龍鏢局江南分局的著名標頭，在黃山與包曉天成為好友，遭戰飛算計，死於伏牛山荒郊。
- 唐烈：人稱“虎頭鉤”，飛龍鏢局鏢頭，身死於小孤山。
- 江大石：人稱“毒手姜維”，一流高手，飛龍鏢局鏢頭，於伏牛山上掌襲暗算裴珏，事敗生死。
- 公孫大路：飛龍鏢局標頭，一流高手，與向飛旗、徐明並稱“飛龍三傑”，奉壇明之命前去滅戰飛滿門，事敗生死。
- 向飛旗：飛龍鏢局標頭，與公孫大路、徐明並稱“飛龍三傑”，奉壇明之命前去滅戰飛滿門，事敗生死。
- 徐明：飛龍鏢局標頭，與公孫大路、向飛旗並稱“飛龍三傑”，奉壇明之命前去滅戰飛滿門，事敗生死。

- 江南綠林同盟
- 吳鳴世：人稱“七巧童子”。數百年來，武林中人成名最早的，也就是此人，他十二歲出江湖，十五歲就名滿天下，江湖上若論精靈跳脫，就沒一人比得上這“七巧童子”的，實為“中州一劍”歐陽平之的兒子，原名歐陽仇。
- 戰飛：人稱“神手”。浪莽山莊主人。一心建立江南同盟與飛龍鏢局抗衡，得意招式為"風萍掌"。
- 於平：人稱“鐵算盤”，浪莽山莊中的得力人物。
- 茗書：“神手”戰飛的書僮。
- 陸天驛：“巴山雙煞”中的大哥，成名川、滇一帶的獨行俠道“無影梅花鬼見愁”，擅使暗器。
- 陸天驥：“巴山雙煞”中的二弟，成名川、滇一帶的獨行俠道“追風鐵筆震江湖”，擅使判官筆。
- 那飛虹：人稱“七巧追魂”。飛賊幫的總瓢把子，人言江南‘七巧追魂’之‘七巧’巧絕天下，擅使毒藥暗器。
- 王得高：那飛虹手下。
- 向一啼：江南'金雞幫'的大哥，江湖人稱“金雞”，擅使鐵柺，與“神手”戰飛是死對頭，最終死於那飛虹之手。
- 包曉天：江南'金雞幫'僅次於幫主向一啼的大頭領，人稱“雞冠”，在黃山與賈斌成為好友，遭戰飛算計，死於伏牛山荒郊。
- 方一奇：江南'金雞幫'頭號大將，與兄弟方一偶並稱“雞目”。
- 方一偶：江南'金雞幫'頭號大將，與兄弟方一奇並稱“雞目”。
- 莫大：“北斗七煞”中的“大煞”
- 莫南：“北斗七煞”中的“二煞”，劍法高超，"北斗七煞"實際上的首領，擅使暗器"北斗七星針"。
- 莫西：“北斗七煞”中的“三煞”，於“北斗七煞”中最好色輕功最高，擅使判官雙筆、折鐵快刀、七星神弩，死於冷月仙子之手。
- 莫東：“北斗七煞”中的“四煞”
- 莫北：“北斗七煞”中的“五煞”，擅使暗器"北斗七星針"。
- 莫星：江湖中有名的色魔，面容清秀，身材瘦削，有些女子之象，話音輕細微弱也有如女子，卻是“北斗七煞”中最狠、最辣、武功亦最高，聲名亦最響的“七煞”，擅使暗器"北斗七星針"，江南結盟大會上調戲壇文琪遭冷谷雙木殺害。
- 黃大斧：川中獨行大盜“巴山虎”。
- 劉得玉：都陽大豪“分水神犀”，在湖口被刺身死。

- 虎丘飛靈堡
- 東方奇：東方世家家主，飛靈堡堡主，一代大俠，昔年以一柄鐵劍三枚劍膽威震群魔，五個兒子名字合起來即是鐵劍震江湖。
- 東方鐵：崑崙掌門門下弟子。
- 東方劍：身材較矮，面如滿月，峨嵋'霜尋大師'門下弟子。
- 東方震：身量頎長，鳳目長眉，性情最烈，武功最高，乃是少林寺當今掌門大師的唯一俗家弟子，對壇文琪一見鍾情。
- 東方江：武當門下，與東方湖是孿生兄弟。
- 東方湖：武當門下，與東方江是孿生兄弟。
- 雷真：人稱“鐵面專諸”，東方奇門下弟子。
- 管二爺：飛靈堡執事

- 淮陽三煞
- 程瑛：人稱“小喪門”，擅使三才劍法，被孫斌認為是盜走碧玉蟾蜍的匪徒，死於孫斌之手。
- 趙老二：人稱“追命”，被孫斌認為是盜走碧玉蟾蜍的匪徒，死於孫斌之手。
- 鄭昆炎：人稱“奪命三郎”，擅使判官筆，被孫斌認為是盜走碧玉蟾蜍的匪徒，死於孫斌之手。

- 其他
- 冷月仙子：武林異人“冷月仙子”艾青。本是“千手書生”之妻，身懷百十年前異人海天孤燕和數十年前的奇人仇先生的絕技 "萬流歸宗"。
- 千手書生：名震武林的異人“千手書生”本名為蕭仲忍，離開時身分被孿生兄弟蕭伯賢取代。江湖上都說千手書生亦正亦邪。“千手”的意思是要收集一千隻別人的手掌，身懷百十年前異人海天孤燕和數十年前的奇人仇先生的絕技 "萬流歸宗"。
- 冷谷雙木：兄弟二人名子分別是冷枯木和冷寒竹，行事難測，擅使“兩極玄功”，在江湖中早已大大有名，武林中人提起“冷谷雙木”無不暗中大皺眉頭。
- 金童玉女：武林異人。江湖人稱‘婦唱夫隨’，便是這‘金童玉女’夫婦兩人了。妻高壯夫矮小，兩人外貌極不搭配，但他們的結合實則隱藏着一段極其動人的故事，兩人皆是江南某一個慘遭滅門的武林世家後人。
- 槍劍無敵：分別為“弧形劍”裴元和“鉤鐮槍”裴揚，兩河聞名的裴氏雙傑，共同成立"兄弟鏢局"，因聽聞塞上寒士的傳家之寶碧玉蟾蜍被淮南鉅商所奪，欲將之奪回物歸原主，後死於“龍形八掌”檀明之手。
- 孫斌：人稱“斷魂刀”，擅使"五虎斷魂刀"和"鴛鴦雙飛腿"還有密技"進步連環奪命三招"，因護送的異寶碧玉蟾蜍被裴氏雙傑盜走，又在因緣際會之下得罪'三煞五霸'，遂隱姓埋名退出江湖，因"海天秘笈"遭千手書生奪去右手。
- 孫錦平：“斷魂刀”孫斌之女，裴珏流落江湖時幫助過他，對裴珏懷有好感，後因"海天秘笈"遭千手書生殘害。
- 歐陽平之：人稱“中州一劍”，點蒼派高手， 河南"雄風鏢局"總鏢頭，真正的蒙面人，死於壇明之手。
- 李標：人稱“八卦刀”，河北"鴻遠鏢局"總鏢頭，蒙面人擊斃兩河十六家鏢局的十三位總鏢頭時洗手退出江湖。
- 司徒明：人稱“銀鞭”，河南"銀鞭鏢局"總鏢頭，蒙面人擊斃兩河十六家鏢局的十三位總鏢頭時洗手退出江湖。
- 葉之輝：人稱“金面韋陀”，名滿武林的獨行巨盜，擅使"金剛掌"，為奪"海天秘笈"死於千手書生之手。
- 邱懷仁：人稱“多臂人熊”，身形雄壯的外功高手，卻以暗器歹毒聞名天下，為奪"海天秘笈"死於千手書生之手。
- 花玉：人稱“快訊”，長身玉立，面貌娟秀，但卻雙目無光，嘴唇薄削，滿面薄削之像的中年壯士，在江湖中專門以出賣消息為生，也以出賣消息出名，於浪莽山莊外欲擒裴珏討好壇明卻反被其失手打死，昔日委託孫斌護送碧玉蟾蜍的淮南鉅富家中獨子。
- 秦天豪：人稱“霹靂劍”，山東成名豪俠。
- 過大渠：開封城車夫，壇明擊殺裴氏雙傑時的目擊者。
- 海天孤燕：百十年前的武林第一異人。
- 仇先生：數十年前的武林奇人，真名仇獨，同系列作品《湘妃劍》中的角色。

## 小說目錄
1. 蒙面杀手
2. 匆匆七年
3. 历尽沧桑
4. 扑朔迷离
5. 钻石蒙尘
6. 天涯飘泊
7. 海天秘录
8. 历劫余生
9. 赤子之心
10. 荒郊楼阁
11. 勾心斗角
12. 往事如烟
13. 斗室风云
14. 因祸得福
15. 震动江南
16. 深宵异客
17. 疑真疑幻
18. 婵娟人影
19. 金童玉女
20. 情深似海
21. 朝夕相忆
22. 各逞心计
23. 如此良宵
24. 树下惊魂
25. 聚会风云
26. 渐露锋芒
27. 旧事重提
28. 反复寻仇
29. 木冷人骄
30. 奇异赌注
31. 以赌争锋
32. 冷木温情
33. 豪雄对立
34. 浪莽之战
35. 武林大事
36. 断掌惊魂
37. 惊心动魄
38. 生死情仇
39. 薄命红颜
40. 恩深如海
41. 星光渐灿
42. 环刀长剑
43. 雏凤清声
44. 恩怨难分
45. 变生肘腋
46. 天网恢恢
47. 旧恨新仇
48. 各逞机锋
49. 长街之遇
50. 天外异人
51. 同盟异梦
52. 夜寒情热
53. 风雨前夕
54. 精诚所至
55. 英雄末路
56. 日落江滨
57. 众叛亲离
58. 日暮途穷
59. 天理昭昭
60. 孤星不孤